# 벨라루스의 국장

벨라루스의 국장

벨라루스의 국장(벨라루스어: Дзяржаўны герб Рэспублікі Беларусь)은 1995년 5월 14일에 실시된 국민투표를 통해 제정되었다. 국장의 원형은 소련 시절이었던 1950년에 제정된 벨로루시 소비에트 사회주의 공화국의 국장이다. 현재의 국장은 2020년에 수정되었다.
국장 가운데에는 떠오르는 금색 태양의 햇살 바탕에 벨라루스 지도의 초록색 윤곽이 새겨져 있다. 태양 아래에는 유라시아 대륙의 지도가 새겨진 지구가 그려져 있으며 태양 위에는 빨간색 별이 그려져 있다. 국장 양쪽을 밀 이삭이 감싸고 있으며 왼쪽에는 토끼풀이, 오른쪽에는 아마가 장식되어 있다.
국장 아래쪽에는 벨라루스의 국기를 구성하는 색인 빨간색과 초록색 두 가지 색의 리본이 국장 양쪽의 밀 이삭을 묶고 있으며 리본 가운데에는 벨라루스의 공식 명칭인 "벨라루스 공화국"("Рэспублiка Беларусь")이 벨라루스어로 쓰여져 있다.

## 옛 국장
1991년부터 1995년까지는 일명 "파호냐"(벨라루스어: Пагоня, Pahonia), 벨라루스어로 "추격자")라고 부르는 문장을 사용했다. 이 문장은 빨간색 방패 안에 하얀색 말을 탄 은색 갑옷을 입은 기사가 하얀색 안장에 앉은 채로 왼손에는 은색 칼을 휘두르고 있으며 오른손에는 노란색 로렌 십자가 새겨진 하얀색 방패를 건 채로 있는 형상의 그림이 그려져 있다.
파호냐 문장은 1795년에 일어난 제3차 폴란드 분할에 따라 리투아니아 대공국이 러시아 제국에 편입되기 이전까지 사용되었으며 벨라루스 민족주의를 상징하는 문장으로 여겨졌다.

## 역대 벨라루스의 국장

벨라루스 인민공화국의 국장
벨로루시 소비에트 사회주의 공화국의 국장
벨라루스의 국장 (1991년-1995년, 일명 파호냐(Паго́ня, Pahonia))
벨라루스의 국장 (1995년-2020년)

## 같이 보기
- 국장 목록
- 리투아니아의 국장
- 벨로루시 소비에트 사회주의 공화국의 국장
- 벨라루스의 국기